# Drake (leksak)
För andra betydelser, se Drake (olika betydelser).

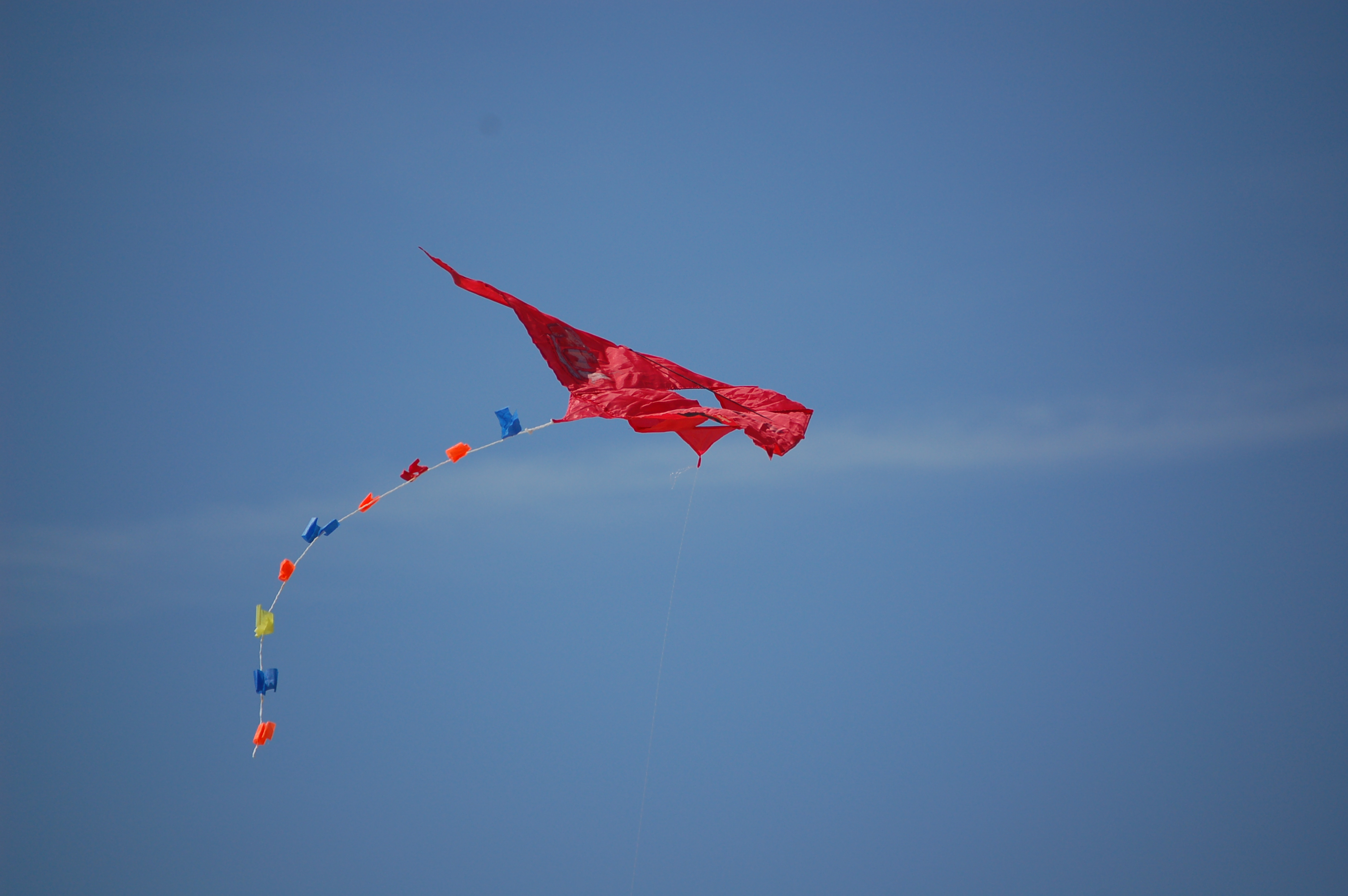

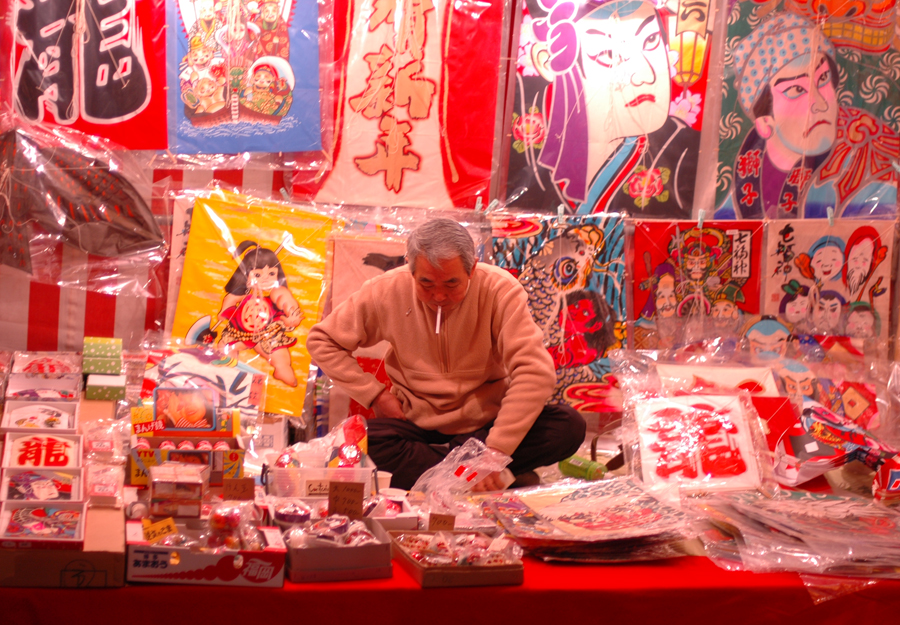
Japansk drakförsäljare

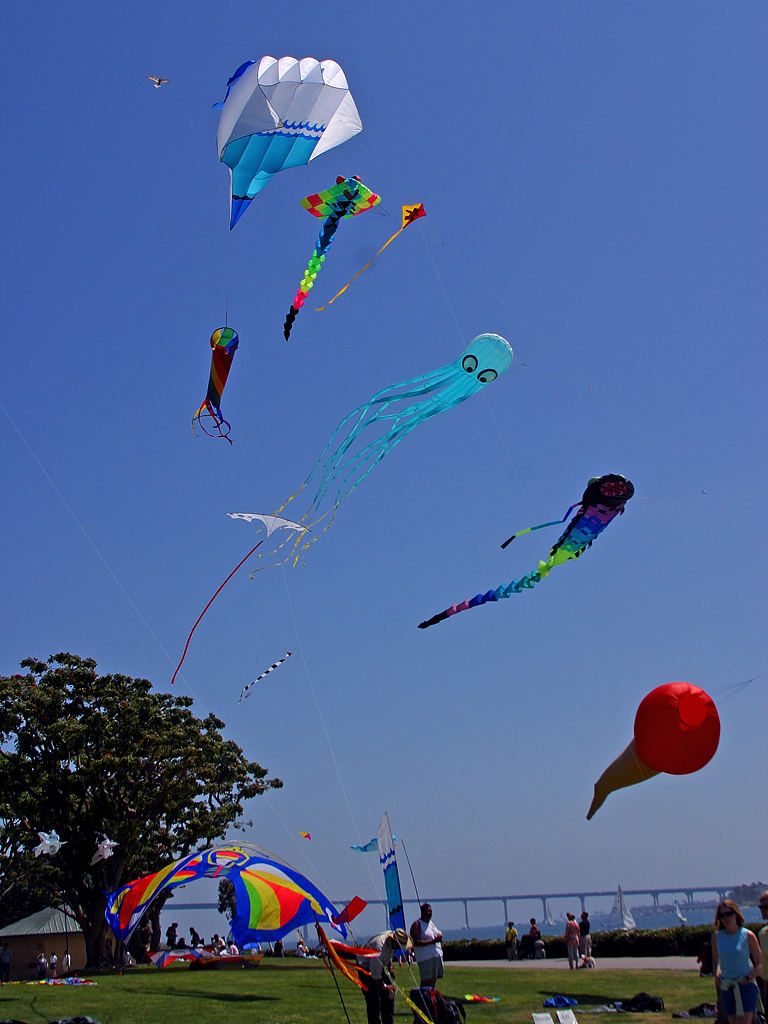

Drake eller flygande drake är en anordning bestående av en lätt ram över vilken ett tunt material, till exempel tyg, papper eller plast, är spänt. Vid draken är en lina fäst. Draken är med sina egenskaper gjord för att kunna sväva i luften med hjälp av vinden.
Man skiljer oftast mellan leksaksdrakar och sportdrakar. Leksaksdrakar har generellt bara en lina, medan sportdrakar har två eller fyra. Förutom dessa finns en draktyp som kallas kraftdrake (från eng. Power Kite), som är konstruerad för att ge mesta möjliga drag- och lyftkraft. Historiskt har konsten att flyga drake utvecklats i Kina. I hela Sydostasien är drakarna väl etablerade med festivaler och tävlingar. Det finns många olika typer av drakar, som exempelvis den japanska kampdraken.
Samuel Cody utvecklade en drakmodell som lyfte spanande militärer. Marconi använde drakar för att lyfta antenner. Drakar användes också flitigt av meteorologer. Drakarnas yrkesmässiga användning har konkurrerats ut av flygmaskinen. Emellertid förekommer experiment med att ge fartyg hjälpkraft med drakar vid lämplig vind.
Ett i dag vanligt och ökande bruk av drakar är som sportredskap för åkning på vatten, snö, is eller fast öppen terräng, jämför kitesurf.
Tävlingsflygning med drakar hålls ibland i Europa och USA.